# Hautacam

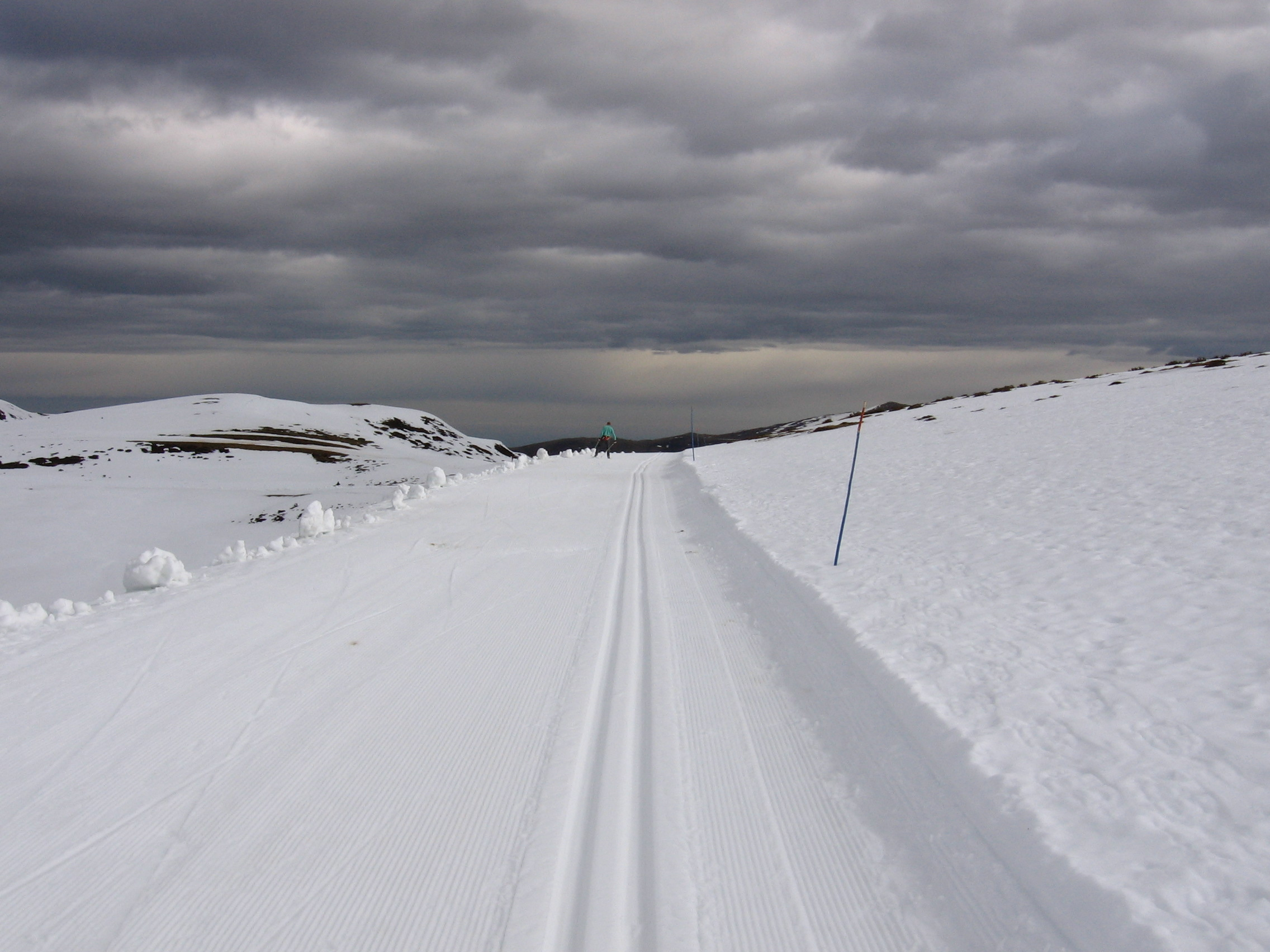
Pista de Cross-country no Hautacam.

O Hautacam é uma montanha situada na cadeia montanhosa dos Pirenéus. Está situado no departamento de Hautes-Pyrénées, na região de Midi-Pyrénées na França. O Hautacam dispõe de uma estação de esqui a 1560 metros.
Este cume é conhecida por ser ascendida na competição de ciclismo do Tour de France.

## Tour de France
Hautacam entrou pela primeira vez na competição do Tour de France na edição de 1994, que ganhou Luc Leblanc.

### Vencedores no Hautacam no Tour de France
| Ano  | Etapa | Início da etapa | Distância (km) | Categoria da subida | Vencedor         | Maillot amarelo  |
| ---- | ----- | --------------- | -------------- | ------------------- | ---------------- | ---------------- |
| 2022 | 18    | Lourdes         | 143,2          | HC                  | Jonas Vingegaard | Jonas Vingegaard |
| 2014 | 18    | Pau             | 145            | HC                  | Vincenzo Nibali  | Vincenzo Nibali  |
| 2008 | 10    | Pau             | 156            | HC                  | Juanjo Cobo      | Cadel Evans      |
| 2000 | 10    | Dax             | 205            | HC                  | Javier Otxoa     | Lance Armstrong  |
| 1996 | 16    | Agen            | 199            | HC                  | Bjarne Riis      | Bjarne Riis      |
| 1994 | 11    | Cahors          | 263,5          | HC                  | Luc Leblanc      | Miguel Induráin  |